# Kościół św. Stanisława Kostki w Iglicach
Kościół św. Stanisława Kostki w Iglicach – katolicki kościół filialny zlokalizowany we wsi Iglice w gminie Resko, w powiecie łobeskim (województwo zachodniopomorskie). Należy do parafii Niepokalanego Poczęcia Najświętszej Maryi Panny w Resku.

## Historia i architektura
Murowany w technice ryglowej kościół wzniesiony został w 1696 roku. Należy do najstarszych kościołów ryglowych na Pomorzu, obok budowli w Dzisnej i Tatyni. Ufundowany został przez rodzinę von der Osten. Sytuowany na rzucie prostokąta, jest budowlą salową, z drewnianą wieżą dobudowaną nad korpusem nawowym pod koniec XIX wieku. Wieżę nakrywa ostrosłupowy dach hełmowy z krzyżem na szczycie.
Wewnątrz kościoła, przy ścianie zachodniej ustawiona jest empora muzyczna, częściowo zachodząca na ściany boczne. W zdobionym roślinnym ornamentem kolumnowym ołtarzu umieszczony jest współczesny obraz św. Stanisława Kostki. Zachowała się XIX-wieczna ambona i część ławek. Dawniej w kościele znajdował się także grobowiec Ernestine Christine von der Osten.
Po II wojnie światowej kościół został poświęcony jako świątynia katolicka w dniu 1 października 1946 roku. 